# Мотроне (Лука)
Мотроне је насеље у Италији у округу Лука, региону Тоскана.
Према процени из 2011. у насељу је живело 33 становника. Насеље се налази на надморској висини од 661 м.